# Gustaf Nyström
Pour les articles homonymes, voir Nyström.
Carl Gustaf Nyström (né le 21 janvier 1856 à Helsinki – mort le 30 décembre 1917 à Helsinki) est un architecte finlandais.

## Biographie
En 1876, Gustaf Nyström sort parmi les premiers diplômés en architecture de la Suomen polyteknillinen koulu . L'hiver 1878–1879 il étudie l'architecture à Vienne. Puis il travaille dans le cabinet d'architecte de son professeur Frans Anatolius Sjöström. En 1885, à la mort de ce dernier il devient professeur dans son ancienne école qui a changé son nom en 1879 pour s'appeler Polyteknillinen opisto . En 1896 Nyström devient professeur d'architecture. En 1908, l'institut polytechnique devient la Teknillinen korkeakoulu  et Nyström en est nommé recteur.
Son style architectural est représentatif du style néo-Renaissance. Le musée d'art de Turku est par contre très clairement du style du nationalisme romantique.

## Ouvrages principaux

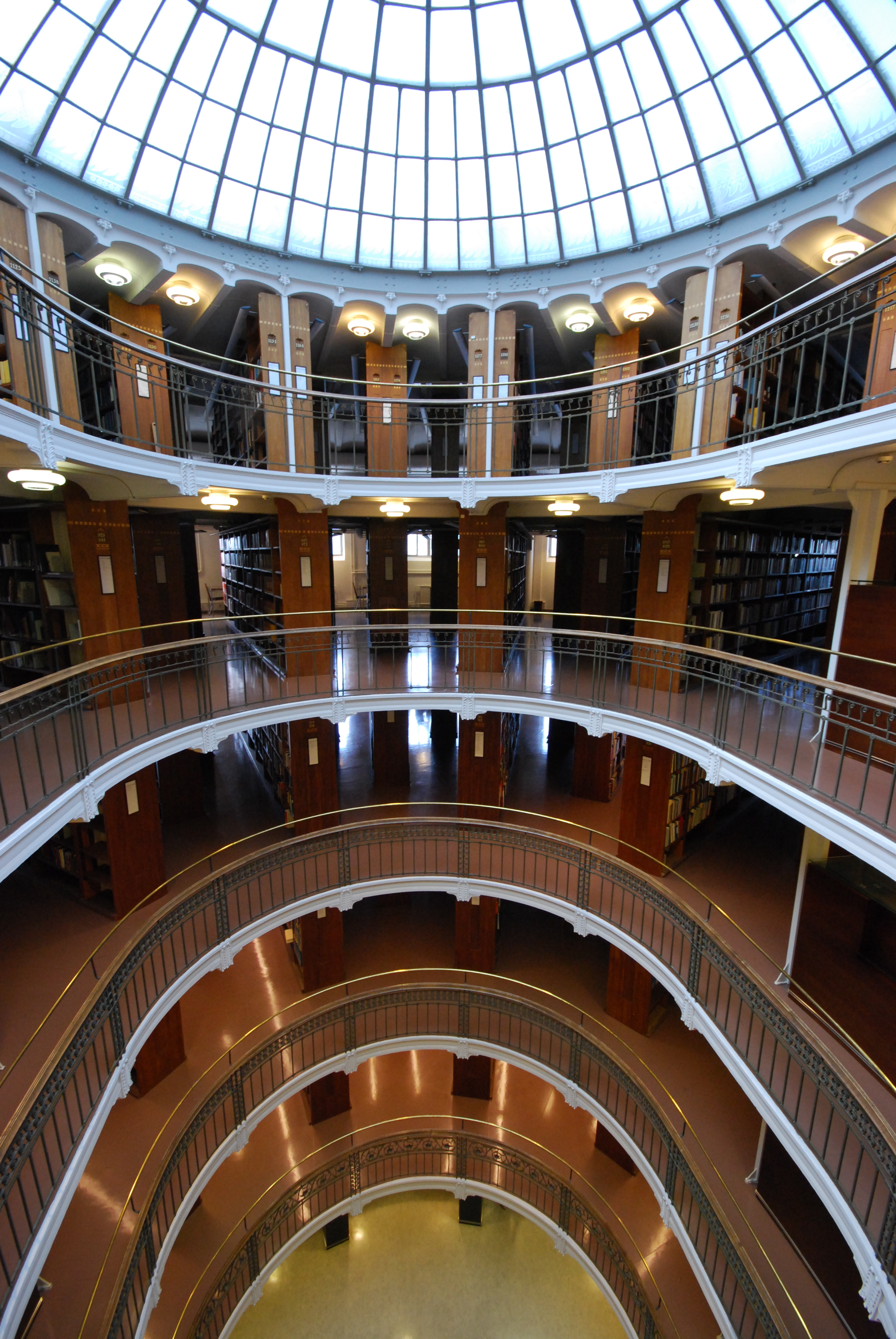
Bâtiment Rotunda de la Bibliothèque nationale de Finlande.

- 1881, École primaire, Annankatu, Helsinki
- Bâtiment commercial Atlas, rue Aleksanterinkatu, Helsinki
- 1889, Vieille halle du marché d'Helsinki
- 1889, Jardin botanique de l'Université d’Helsinki, La serre des palmiers
- 1890, Archives nationales de Finlande
- 1891, Maison des États
- 1893, Jardin d'hiver d'Helsinki
- 1894, Musée du Design d'Helsinki
- 1896, Halle du marché de Turku
- 1888-1897, Fabiania
- 1898, Bâtiment de la Suomen Yhdyspankki, Helsinki, Aleksanterinkatu 36 B
- 1900, Musée d'art de Turku
- 1901, Bâtiment de la Suomen Yhdyspankki , (actuellement Maison des étudiants de Tampere), Tampere, Kauppakatu 10
- 1903, Musée botanique d'Helsinki
- 1904, Gare ferroviaire de Kajaani
- 1912, Clinique chirurgicale de femmes, Saint-Pétersbourg
- Maison des douanes de Katajanokka, Helsinki
- Magasin de beurre de Hanko
- Bâtiment Rotunda de la Bibliothèque nationale de Finlande
- Laboratoire de chimie de l'Université d'Helsinki
- Département de physiologie de l'Université d'Helsinki
- Psychologicum, bâtiment du Département de physique de l'Université d'Helsinki
- Bâtiment secondaire du Département de physique de l'Université d'Helsinki
- Phare de Mäntyluoto
- Maison de la justice de Kotka

Et entre autres les comptoirs de la Banque de Finlande de Viipuri, de Kotka, de Pori et de Turku.

## Galerie

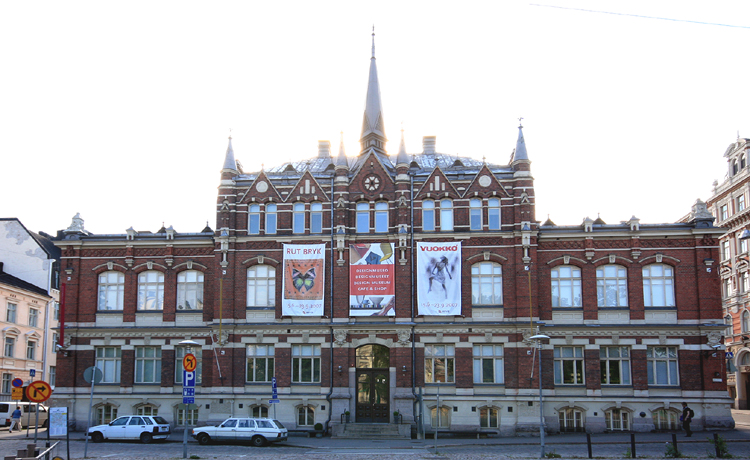
Le Musée du Design d'Helsinki.
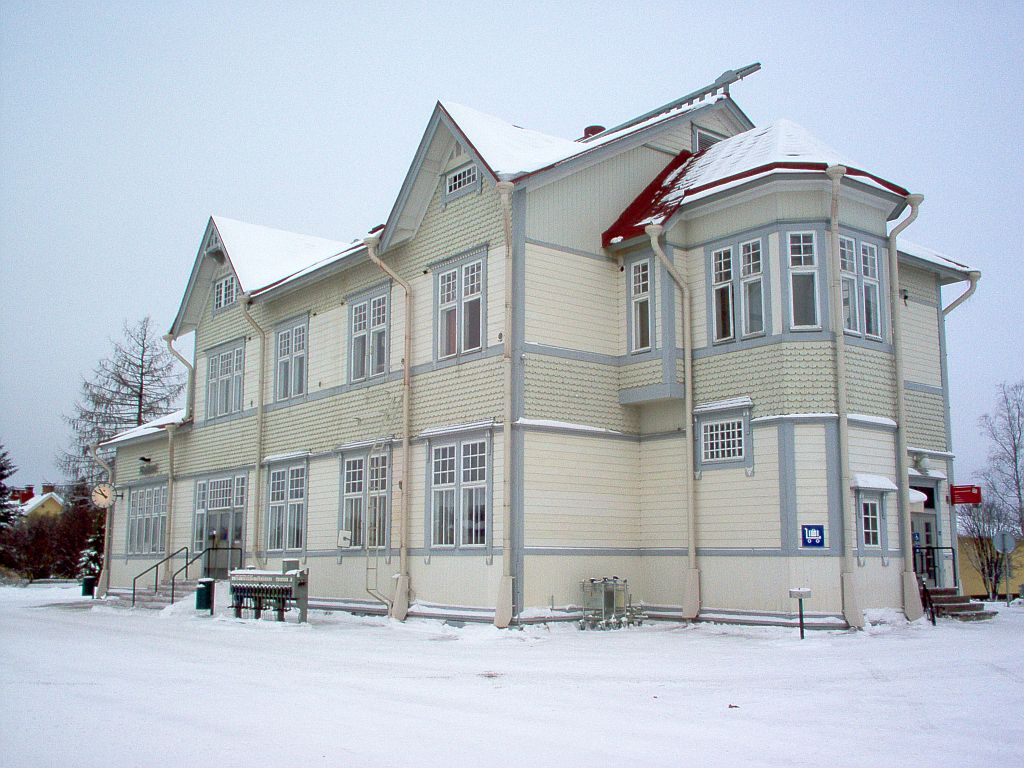
Gare ferroviaire de Kajaani.
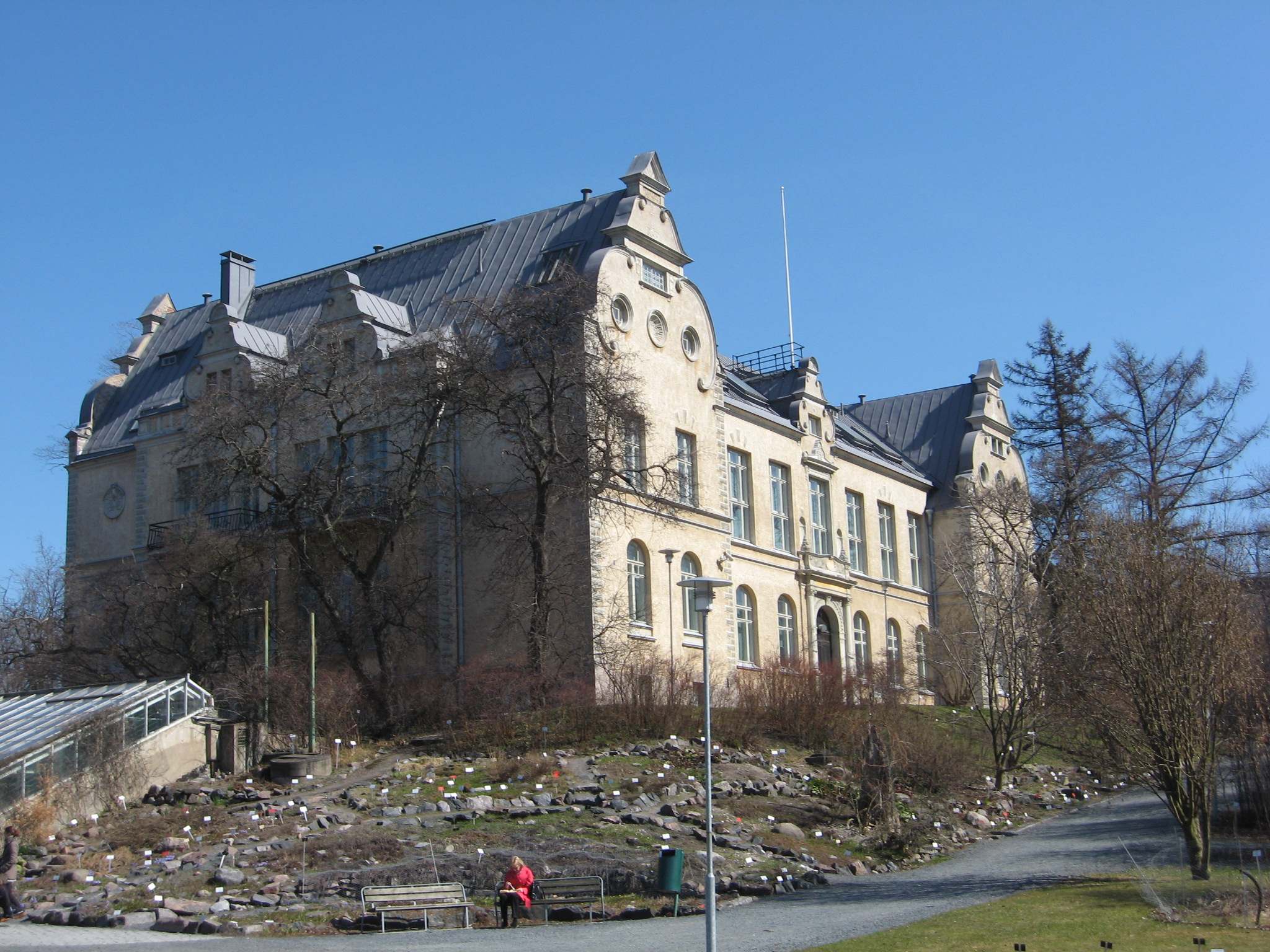
Musée botanique d’Helsinki.
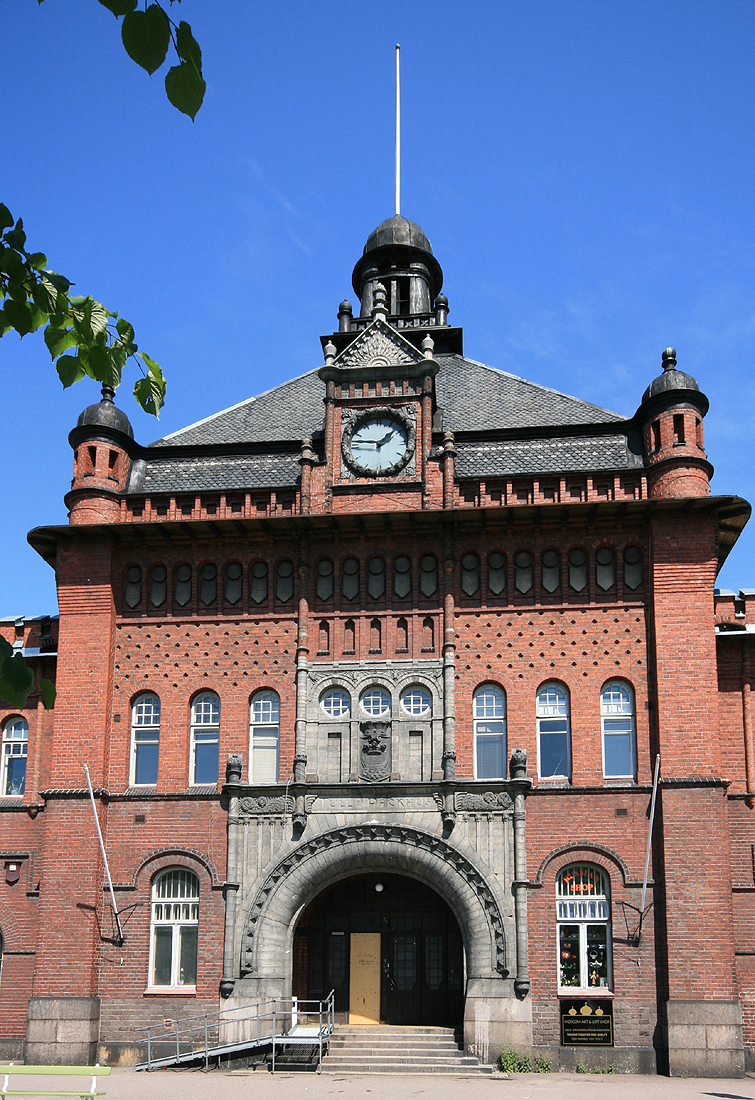
Bâtiment des douanes, Helsinki.
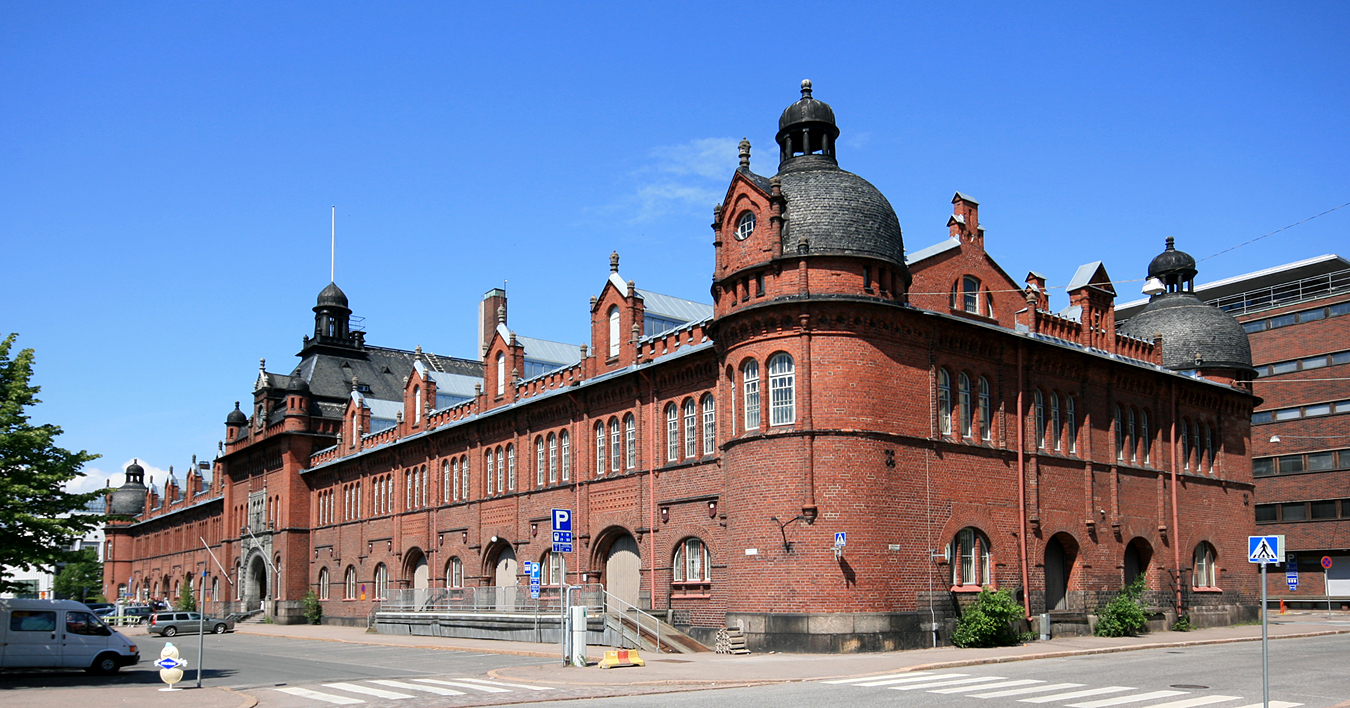
Bâtiment des douanes, Helsinki.
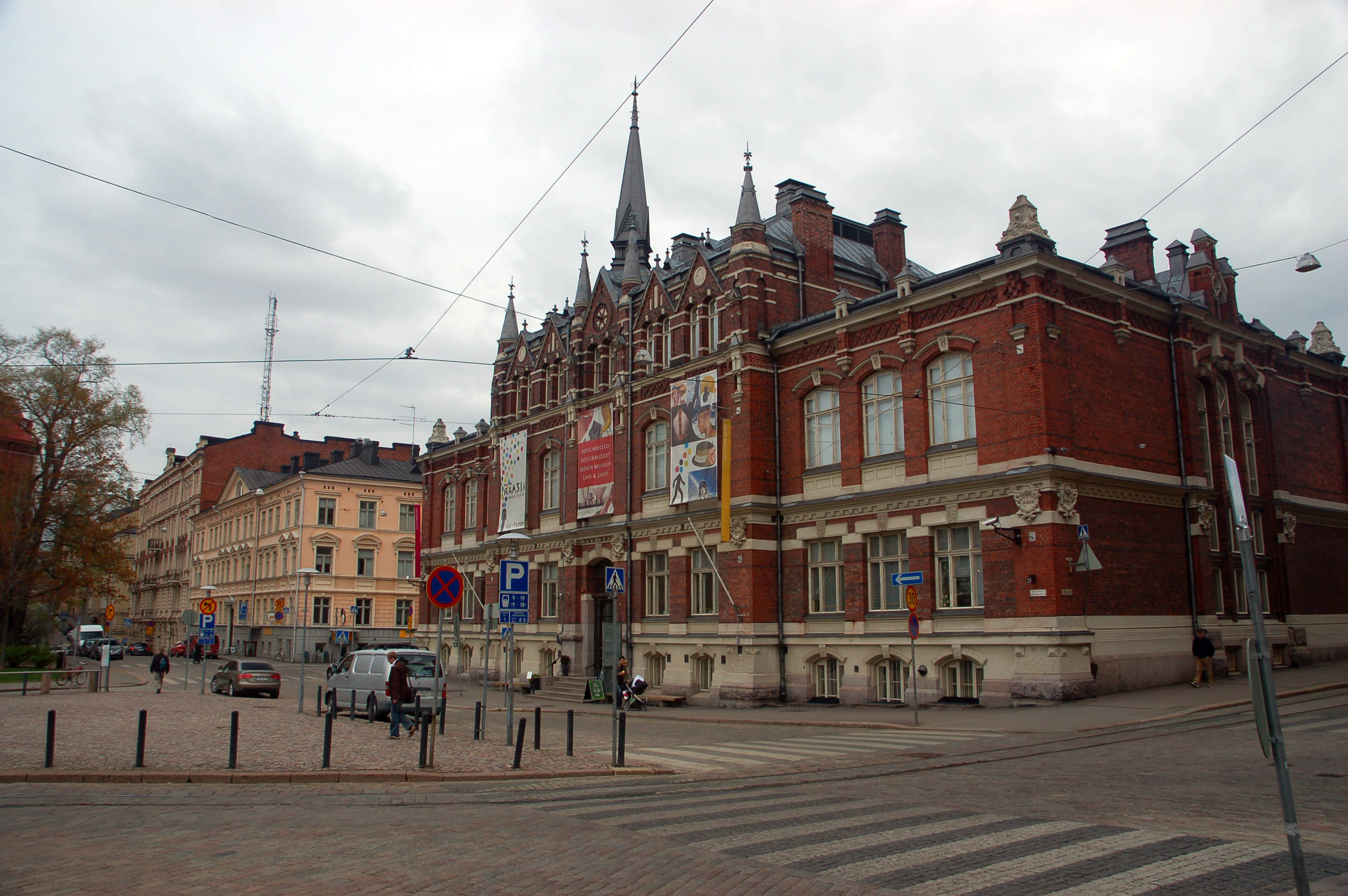
Musée du Design d'Helsinki.